# Sporting Fingal FC
L'Sporting Fingal Football Club (en irlandès: Cumann Peile Fine Gall Spórtúil) fou un club de futbol irlandès de la ciutat de Fingal.

## Història
El club va ser fundat el 2007. Va jugar tres temporades a la League of Ireland entre 2008 i 2010. En aquest breu temps va tenir força èxit, guanyant la copa de 2009 i participant en competicions europees en dues ocasions.

## Palmarès
- Copa irlandesa de futbol: 
  - 2009
- A Championship Cup
  - 2010
- FAI Futsal Cup
  - 2010